# Jarischau
Jarischau (polnisch Jaryszów) ist eine Ortschaft in Oberschlesien. Sie liegt in der Gemeinde Ujest im Powiat Strzelecki (Landkreis Groß Strehlitz) in der Woiwodschaft Oppeln.

## Geographie

### Geographische Lage
Das Straßendorf Jarischau liegt acht Kilometer nördlich vom Gemeindesitz Ujest, zwölf Kilometer südöstlich der Kreisstadt Strzelce Opolskie (Groß Strehlitz) und 45 Kilometer südöstlich von der Woiwodschaftshauptstadt Opole an der Grenze zur Woiwodschaft Schlesien. Der Ort liegt in der Nizina Śląska (Schlesische Tiefebene) innerhalb der Kotlina Raciborska (Ratiborer Becken). Durch den Ort fließt die Jaryszówka. Nördlich des Ortes verläuft die Autostrada A4.

### Ortsteile
Ortsteil von Jarischau ist die Kolonia Jaryszów (Kolonie Jarischau).

### Nachbarorte
Nachbarorte von Jarischau sind im Nordosten Nogowschütz (Nogowczyce), im Südwesten Alt Ujest (Stary Ujazd) und im Südwesten Klutschau (Klucz).

## Geschichte

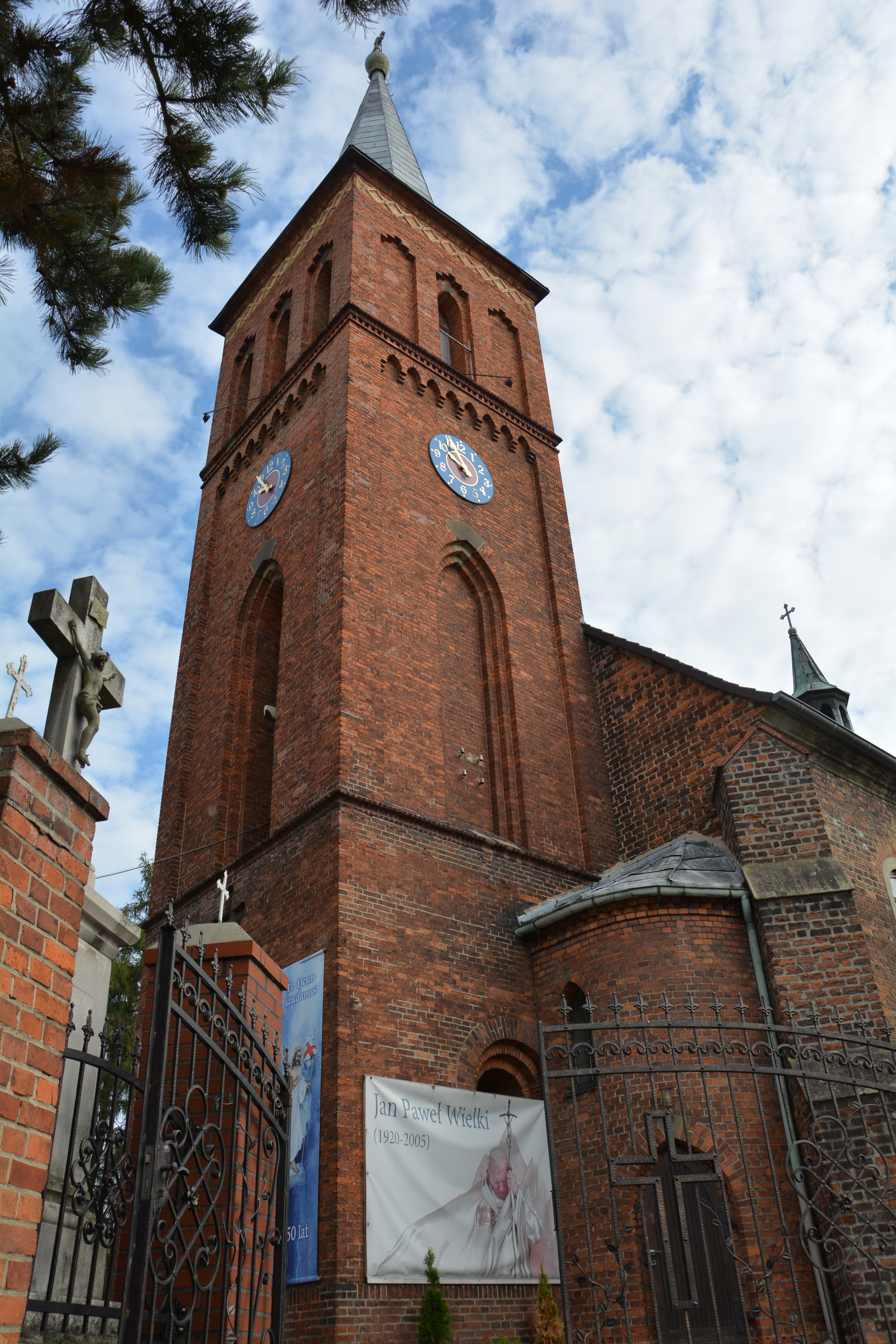
Der Turm der Maria-Himmelfahrt-Kirche

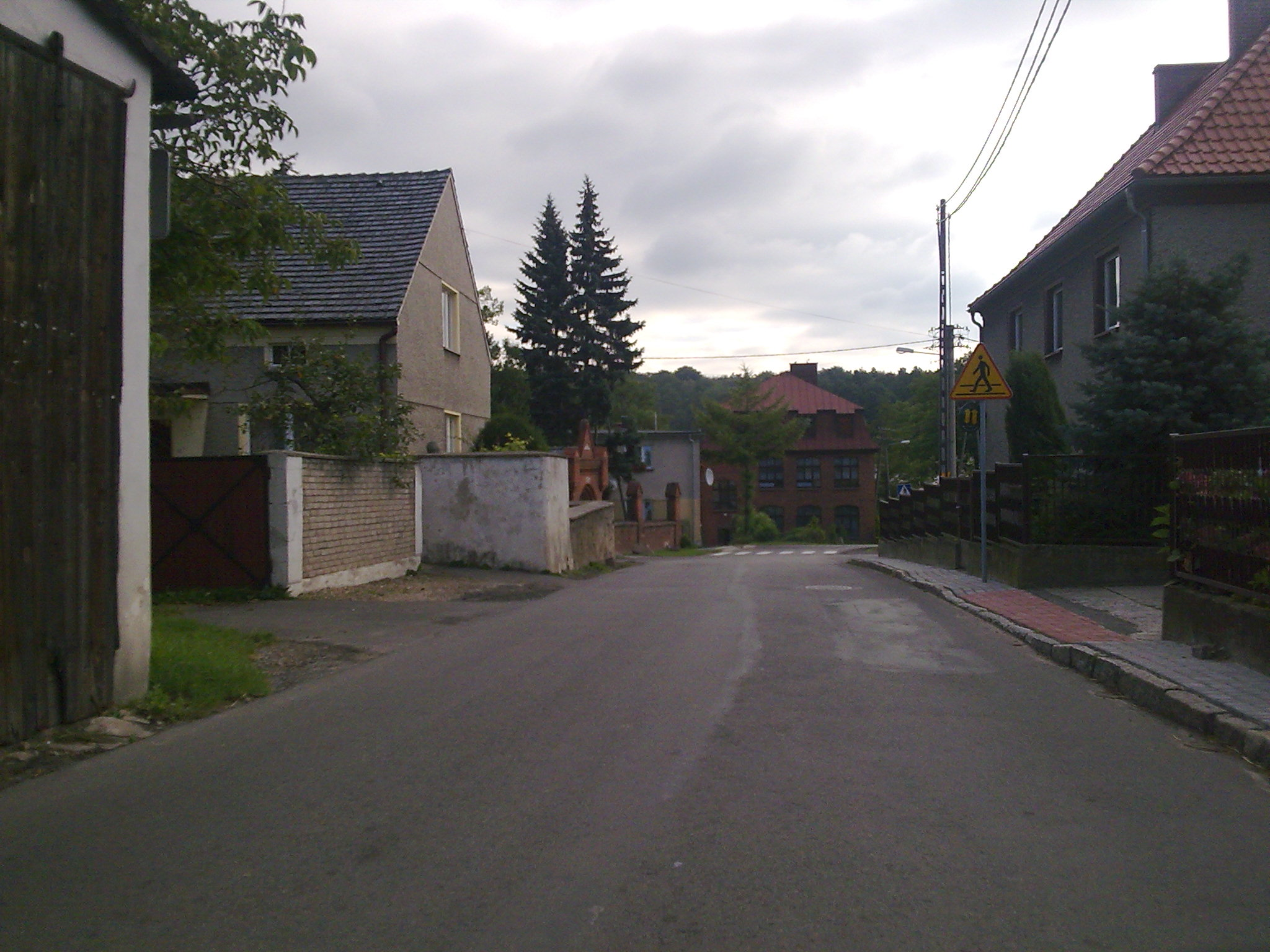
Ortsbild

Jarischau wurde 1216 erstmals urkundlich als Jarissow erwähnt. Eine Kirche im Ort bestand bereits im 13. Jahrhundert.
Nach dem Ersten Schlesischen Krieg fiel Jarischau 1742 mit dem größten Teil Schlesiens an Preußen.
Nach der Neuorganisation der Provinz Schlesien gehörte die Landgemeinde Jarischau ab 1816 zum Landkreis Groß Strehlitz im Regierungsbezirk Oppeln. 1833 brannte die örtliche Kirche nieder. 1845 bestanden in Ort ein Schloss, ein Vorwerk, vier Wassermühlen, eine katholische Schule, eine Brennerei, ein Wirtshaus, ein Sägewerk und 76 Häuser. Im gleichen Jahr zählte Jarischau 604 Einwohner, davon acht evangelisch. 1861 zählte das Dorf 704 Einwohner. 1865 hatte der Ort 321 Einwohner sowie 5 Bauern-, 22 Gärtner und 42 Häuslerstellen sowie einen Kretscham und vier Wassermühlen. 1874 wurde der Amtsbezirk Schloß Ujest gegründet, welcher die Landgemeinden Alt Ujest, Carolinenhof, Dziedzinka, Jarischau, Kaltwasser, Klutschau und Niesdrowitz und den Gutsbezirken Alt Ujest, Goi und Lalok, Klutschau Vorwerk, Kopanina, Niesdrowitz und Ujest, Schloß und der Kolonie Jarischau umfasste.
Bei der Volksabstimmung am 20. März 1921 stimmten 59 Wahlberechtigte für einen Verbleib bei Deutschland und 268 für Polen. Gleichwohl verblieb Jarischau beim Deutschen Reich. Bis 1945 befand sich der Ort im Landkreis Groß Strehlitz.
1945 kam der bis dahin deutsche Ort unter polnische Verwaltung, wurde in Jaryszów umbenannt und der Woiwodschaft Schlesien angeschlossen. 1950 wurde der Ort Teil der Woiwodschaft Oppeln und 1999 des wiedergegründeten Powiat Strzelecki. Im November 2008 erhielt der Ort zusätzlich den amtlichen deutschen Ortsnamen Jarischau.

## Sehenswürdigkeiten
- Die römisch-katholische Pfarrkirche Mariä Himmelfahrt (poln. Kościół Wniebowzięcia NMP) wurde 1260 erstmals erwähnt. Der heutige steinerne Bau stammt aus dem 15. Jahrhundert und entstand im gotischen Stil. 1922 wurde der Kirchenbau erweitert und 1956 saniert.  und wurde in der Folgezeit mehrfach umgebaut. Umgeben ist der Kirchenbau von einer Mauer aus Ziegelstein im gotischen Stil.[5]
- Denkmal für die Gefallenen beider Weltkriege
- Pfarrhaus
- Schulgebäude aus Ziegelstein
- Marienstatue

## Wappen

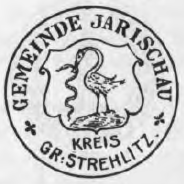
Altes Siegel der Gemeinde

Alte Siegel und Stempel des Ortes zeigen einen Storch mit einer Schlange im Schnabel. Es weist somit auf den ländlichen Charakter des Ortes hin.

## Vereine
- Deutscher Freundschaftskreis
- Freiwillige Feuerwehr OSP Jaryszów

## Söhne und Töchter des Ortes
- Carl Filitz (1822–1888), deutscher Komponist, Kantor und Organist